# Tasavallan Presidentti
Tasavallan Presidentti (que significa presidente da república) foi uma banda finlandesa de rock progressivo fundada em 1969 pelo guitarrista Jukka Tolonen e pelo baterista Vesa Aaltonen. Outros membros da formação original foram Måns Groundstroem (baixo) e Frank Robson (vocal), ambos previamente no Blues Section. Juhani Aaltonen (saxofone e flauta) tocou anteriormente no Soulset e foi substituído em 1970 por Pekka Pöyry. Eero Raittinen substituiu Robson como vocalista em 1972, mesmo ano que o álbum Lambertland foi lançado no Reino Unido. A banda terminou em 1974, mas atualmente está ativa novamente.

## História

### Primeira fase: anos 1970
Em 1969 o Tasavallan Presidentti foi fundado por Jukka Tolonen (guitarra) e Vesa Aaltonen (bateria), além dos integrantes Måns Groundstroem (baixo) e Frank Robson (vocal), ex-integrantes do Blues Section, e Juhani Aaltonen (saxofone e flauta). Seu primeiro álbum foi Tasavallan Presidentti, lançado pela Love Records em dezembro, assim como o single Time Alone With You / Obsolete Machine.
No ano seguinte Juhani Aaltonen foi substituído na banda por Pekka Pöyry. Apresentaram-se em vários festivais, incluindo o Ruisrock Festival. Começaram então as gravações para o segundo álbum na Suécia, com a produção de Bob Azzam. Ajudaram então Pekka Streng em seu primeiro álbum Magneettimiehen kuolema. Em 1971 lançaram outro álbum auto-intitulado, pela gravadora EMI Records.
No ano seguinte assinaram com a Sonet Records. Robson foi demitido, sendo substituído por Eero Raittinen em março. O terceiro álbum Lambertland foi lançado no segundo semestre, desta vez também no Reino Unido. Realizaram a segunda turnê pelo Reino Unido em novembro. Groundstroem deixou a banda em dezembro, sendo substituído por Heikki Virtanen.
Milky Way Moses foi lançado em 1974, sendo licenciado nos Estados Unidos pela Janus Records. A última turnê no Reino Unido foi realizada em abril, com o tecladista Esa Kotilainen substituindo Pöyry. Terminaram a banda, realizando ainda uma última turnê pela Suécia em agosto.

### Segunda fase: a reunião
Jukka Tolonen teve uma bem sucedida carreira em projetos-solo e com outras bandas. Måns Groundstroem foi empregado como produtor da Love Records, reunindo-se ao Wigwam ainda em 1974. Eero Raittinen tocou com seu irmão Jussi e lançou trabalhos solo. Frank Robson também fez alguns álbuns solo. Juhani Aaltonen tornou-se um renomado músico de jazz, assim como Pekka Pöyry até que cometeu suicídio em 1980. Vesa Aaltonen reuniu-se à banda multinacional Made In Sweden em 1975. Após vários anos a banda realizou vários concertos de reunião, e em 2001 lançaram o álbum ao vivo Still Struggling For Freedom.

## Discografia

### Álbuns de estúdio
- Tasavallan Presidentti (1969)
- (Pekka Streng (with Tasavallan Presidentti): Magneettimiehen kuolema (1970))
- Tasavallan Presidentti (II) (1971)
- Lambertland (1972)
- Milky Way Moses (1974)
- Tasavallan Presidentti Six (2005, EP)

### Compilações
- Classics (1990)

### Álbuns ao vivo
- Still Struggling For Freedom (2001)

### Singles
- Time Alone With You / Obsolete Machine (1969)
- Solitary / Deep Thinker (1970)
- (Kirka Babitzin & Tasavallan Presidentti: Saat kaiken / Kaukainen valo (1970))
- (Pekka Streng & Tasavallan Presidentti: Sisältäni portin löysin / Selvä näkijä (1972))

## Integrantes
- Vesa Aaltonen - bateria
- Jukka Tolonen - guitarra
- Måns Groundstroem - baixo (1969-1972, 1983-2002)
- Frank Robson - vocal e teclado (música) (1969-1972, desde 1983)
- Juhani Aaltonen - saxofone e flauta (1969-1970, desde 1983)
- Pekka Pöyry - saxofone e flauta (1970-1974)
- Eero Raittinen - vocal (1972-1974, 1995, 2000)
- Heikki Virtanen - baixo (1973-1974, desde 2002)
- Esa Kotilainen - teclado (1974, 1990, 1995)